# Klabacsek Dániel
Klabacsek Dániel (Budapest, 1995. december 6. – ) magyar színész.

## Élete
Klabacsek Dániel hivatalosan az egyetlen okleveles vak színész Magyarországon. 2017-ben tette le az érettségit a budapesti Lövey Klára gimnáziumban, majd a Főnix Művészeti Műhely Drámastúdiójában tanult tovább. 2020-ban végzett Bicskei Kiss László és Baku György tanítványaként. 2020 óta a Baltazár Színház állandó tagja. Színházi tevékenysége előtt fél éven át dolgozott a Nem Adom Fel Alapítvány tapasztalati szakértőjeként.

## Szerepei

#### Színház
- Federico García Lorca: Kár a tengert emlegetni (Halott kisfiú, halott macska, Arlequín)
- Vörös István: A világot tartó oszlopok (Újtikos)
- Vörös István: Segítség, segítek! (Boriszka)
- Vörös István: Kvantumtorna (Vak jós fiú)
- Jacques Lusseyran, Vörös István: Ideje van a fénynek (Jacques Lusseyran)